# Karen Cordero Reiman
Karen Cordero Reiman (Nueva York, 29 de mayo de 1957) es una historiadora, crítica de arte, catedrática, curadora, traductora, gestora y feminista estadounidense residente en México.

## Biografía
Nacida el 29 de mayo de 1957 en Rome, un poblado en el norte del estado de Nueva York. Su madre Ruth Reiman nació en Viena, Austria (1926-2012) y su padre José Antonio Cordero (Nueva York 1922- Suffern, N.Y. 1987) de origen puertorriqueño. En el caso de su madre, de origen judío, tuvo que salir de Viena a partir de la invasión nazi; antes de llegar a Estados Unidos se refugia con su familia en Francia, Inglaterra, España y Portugal. Sus padres a la vez provenían de Rumania y Checoslovaquia. La mayoría de su familia quedó en Europa, principalmente en Inglaterra.
Ruth Reiman estudió artes visuales en Cooper Union en Nueva York, posteriormente estudió un posgrado en educación artística y educación especial dedicándose a la docencia en esos campos. Por otra parte, su padre José Antonio Cordero comenzó estudiando historia latinoamericana en Columbia University, pero después cambiaría de carrera a biblioteconomía. Laboró en una empresa farmacéutica siendo pionera en el uso de las computadoras para el manejo de la información.
Su padre nació en Queens, de padres puertorriqueños, quiénes habían inmigrado a Nueva York como jóvenes adultos buscando nuevas oportunidades laborales. Curiosamente el abuelo paterno de Karen dedicaba su vida a traer cine latinoamericano a Nueva York para el público de habla hispana. Su raíz latina definitivamente marcará su gusto por la cultura hispana que tanto ha investigado.
Creció en con un bagaje cultural y lingüístico diverso, algo bastante común en esa zona de Estados Unidos. Karen creció rodeada de libros, de música, de pintura. Desde niña mostró un gran interés por las artes, en particular las artes plásticas y la literatura. Le gustaba llevar un diario y escribir poesía. Aunque también incursionó en cursos de dibujo, grabado y cerámica. A pesar del auge de la cultura televisa, la familia Cordero Reiman creció sin televisor ya que su padre se oponía a tener uno en casa. De sus recuerdos de la infancia más placenteros, era cuando iba a la biblioteca pública a sacar nuevos libros para leer. De hecho su primer trabajo en la adolescencia fue en la biblioteca pública local.
Estudia Historia del Arte en Swarthmore College, Pensilvania, EE. UU. de 1975 a 1979, especializándose en Español e Historia del arte. Presentó la tesis "Desmitificando a la musa: un estudio del arte feminista contemporáneo".[1] En 1977 participó en el programa del Hamilton College en Madrid, especializándose en la historia y cultura de España y América Latina.  Paralelo a sus estudios se fue involucrando en diversos grupos feministas.
Desde el primer año de vida universitaria se interesa por los temas feministas, en su segundo año viajó a España de intercambio un semestre a Madrid. Durante esta estancia queda marcada e impactada por la violencia de los piropos callejeros que, dicho en sus palabras, “la convertían en objeto”, lo cual le causó una ira infinita pero también la impulsó a analizar el contexto y proceso del cual provenían esas vivencias.
A su regreso de Madrid, se involucra con el “Women´s Center” de la universidad, un grupo de concienciación feminista, y allí comenzarán sus lecturas sobre teoría feminista de autoras como Shulamith Firestone y Sheila Rowbotham, y de poemas y novelas feministas de Adrienne Rich y Marge Piercy.[cita requerida]
También, ejerció las artes plásticas, y su licenciatura combinaba historia del arte y artes visuales. Allí comenzó una reflexión muy genuina por vincular estas dos líneas de reflexión en su producción visual. Durante el tercer año universitario (1977-78), Joyce Kozloff acudió como artista invitada. En ese momento ella estaba trabajando con la revista Heresies y formaba parte de los grupos de artistas feministas en Nueva York. Es en ese momento que Karen decidió hacer su tesis de licenciatura en Historia del Arte sobre arte feminista. También conoció poco después como invitada a Lucy Lippard, autora de From the Center: Feminist Essays on Women's Art (1976), uno de los primeros libros sobre arte feminista, cuando llegó como ponente invitada a la universidad.
Sin duda, el proceso de investigación y escritura de esa tesis, que se tituló "Demythologizing the Muse", fue decisiva para su formación como historiadora del arte, escritora y persona. Obtuvo el grado de maestra por la Universidad de Yale de 1980 a 1982, presentado la investigación sobre la obra de Joan Miró “El campesino catalán en la obra de Joan Miró”, un tema disímbolo a lo que serán sus siguientes investigaciones retomando el eje feminista y su otra pasión que serán las artes populares.
Viajó por primera vez a México un 12 de julio de 1982 para una estadía de un año, como candidata al doctorado por la Universidad de Yale, donde desarrollaba la investigación “La invención del arte popular: un paradigma para la construcción de la cultura visual mexicana 1915-1940", y, después de extender su estancia y recibir una oferta de trabajo en la Universidad Iberoamericana de la Ciudad de México, decidió quedarse en México. Muchos años después, realizó estudios adicionales de  doctorado en Letras Modernas en la misma universidad, desarrollando la tesis “Otra escritura femenina: entre géneros”, dirigida por Gloria Prado Garduño.

## Docencia
De 1985 hasta su jubilación en otoño 2017, Cordero fue profesora a tiempo completo en el Departamento de Arte de la Universidad Iberoamericana. Desempeñó distintos cargos en esa misma institución, desde la dirección del Departamento de Arte de 1985 a 1989 y la Coordinación de la Maestría en Estudios de Arte del 2001 al 2006. Asimismo, se ha desempeñado desde 1986 como profesora de asignatura y asesora de tesis de posgrado en Historia del arte en la Universidad Nacional Autónoma de México.
En sus cátedras ha consolidado una revisión historiográfica minuciosa sobre las mujeres artistas, fomentando la perspectiva de género al formar a nuevas generaciones de historiadores más conscientes de una historia del arte plural e incluyente. Ha dirigido aproximadamente 103 investigaciones de licenciatura, maestría y doctorado, y ha participado en y coordinado diversos comités académicos.[cita requerida]
Ha tenido múltiples estancias en otras instituciones, como por ejemplo en el Departamento de Arte de la Hunter College, Nueva York, Nueva York, donde en el 2014 impartió el taller: “Género y la escritura de la Historia del Arte” y la conferencia pública “Peldaños hacia una historia del arte feminista en México.” Asimismo ha impartido clases en universidades e instituciones como Universidad Javeriana, de Bogotá, 17, Instituto de Estudios Críticos, Colegio de México, Universidad Autónoma del Estado de México, Museo Amparo en Puebla, Universidad Autónoma de San Luis Potosí, Universidad de Antioquía, Medellín, Colombia, University of British Columbia, entre otras.
Listado de Estancias Docentes en otras Universidades e Instituciones
2014 
- Estancia docente como Patricia Phelps de Cisneros Visiting Art Critic, Hunter College, Art Department, Nueva York, Nueva York, 1-5 de abril de 2014. Actividades: Taller: “Gender and the Writing of Art History” para alumnos de posgrado. Conferencia pública: “Stepping Stones toward a Feminist Art History in Mexico” Visitas a estudios de diez alumnos de posgrado en artes plásticas para sesiones de análisis crítica de su obra.
- Taller: Arte moderno y contemporáneo en México, para el curso de verano, “Memoria y cultura artística en México”. Universidad Iberoamericana, México; Universidad Javeriana, Bogotá; AUSJAL. Impartido en el Museo de Arte Moderno, México, D.F.
- Curso-taller (6 h.): “La construcción de lo femenino en el arte occidental”, Área de Artes Visuales del Centro de las Artes de San Luis Potosí Centenario.
- Asesoría de postdoctorado: 17, Instituto de Estudios Críticos. Proyecto: Bela Gold, “Archivos y testimonios. Su legitimidad ante la construcción de nuevas paradigmas visuales”.

2012 “Investigación en arte y género: una introducción” en Seminario Interdisciplinario de Estudios de Género, Universidad Autónoma de la Ciudad de México, Centro Vlady.
2012 “Lo personal es político: estudios de arte y género” en Seminario: Género en perspectiva: Debates contemporáneos en Asia y África, El Colegio de México, Centro de Estudios de Asia y África.
2011 “Curaduría e Investigación”, Seminario de Curaduría e Investigación, Facultad de Artes, Universidad Autónoma del Estado de México, Toluca, Edo. de México.
2010 “La naturaleza muerta en los siglos XIX y XX en el arte mexicano: pintura y no-objetualismos”. Curso de 8 h. en el Diplomado Géneros pictóricos, módulo Naturaleza muerta. Museo Amparo, Puebla, Puebla.
Módulo 4: “Arte y género. La identidad de género en el arte” en el Diplomado Prácticas y perspectivas contemporáneas en artes visuales y gestión cultural., Instituto Veracruzano de la Cultura/MUCAR, Veracruz, Veracruz.
2004 Museo del Carmen. “¿Para qué curar y para quién curar?”, Seminario de Reflexión: Curaduría y Museos, Museo del Carmen, INAH.
1999 Universidad Autónoma de Puebla. “De la historia cultural a la historia del arte”, Facultad de Historia, Universidad Autónoma de Puebla.
1996 Colegio de México. Profesora del módulo sobre "Arte y mujeres" en el curso de verano sobre La Mujer en México del Programa Interdisciplinar de Estudios de la Mujer del Colegio de México (nivel posgrado).
1995-1996 Universidad Autónoma de San Luis Potosí. Profesora de la Especialidad en Historia del Arte en la Escuela del Hábitat de la Universidad Autónoma de San Luis Potosí, módulos de Teoría y Metodología de la Historia del Arte y de Arte Popular y Arte de Masas.
1995 University of British Columbia. "The Invention of Popular Art and the Construction of Modern Mexican Visual Culture", University of British Columbia, Canadá. También se presentó un seminario de posgrado sobre género e identidad sexual en el arte mexicano (1920-1940).
1994 University of California. "Constructing a Modern Mexican Art, 1920-1930", Chancellor's Distinguished Lectureship, University of California en Irvine, Departamento de Historia Del Arte. Esta misma invitación como profesor invitado incluyó la presentación de los siguientes seminarios para profesores y alumnos posgrado: "The revolutionary body in Mexico" (Departamento de Historia del Arte), "Gender and sexual identity as categories of analysis of Mexican art" (Programa de Estudios de la Mujer), "Relationships between art and literature in Mexico, 1920-1940" (Departamento de Español y Portugués).
1993 "La propiedad intelectual de la investigación y los museos", curso de actualización para Directores de Museos, Instituto Nacional de Antropología e Historia.

## Reconocimientos y premios
En 2025, fue reconocida con el "Distinguished Feminist Award" en arte por el College Art Association (2025), en el marco de la conferencia anual 113 por su trayectoria como historiadora de arte feminista. 

## Curadurías y Museos
La participación de Karen Cordero en proponer nuevas líneas curatoriales con perspectiva de género han germinado en valiosas exposiciones en distintos espacios museísticos como el MUAC, MUNAL, MAM, MUMA y otros museos internacionales. Por ello, sus trabajos curatorialesː
Permite[n] la inspección a las preguntas planteadas es la autora Griselda Pollock, quien propone una alteración en la forma de contar historias en el mundo del arte desde la trinchera del museo, donde se debe realizar esta subversión, porque son espacios con capacidad de albergar obras de arte que, a su vez, formulan sentidos y consideraciones estéticas para moldear las prácticas culturales de nuestra cotidianeidad.
Asimismo, le interesa generar estrategias feministas para derribar el patriarcado y esto es "resultado de un arduo trabajo de investigación colectivo y que permite, desde una mirada feminista, abrir nuevas líneas de conocimiento para futuras investigaciones al proveer con las estrategias necesarias para comprender y conocer un momento clave en el desarrollo de la historia de la fotografía en México y en Latinoamérica. Más aún, continuando con la definición de Rich, la re-visión 'es para las mujeres mucho más que un capítulo en la historia cultural, es un acto de sobrevivencia'".

### MUAC
- 2014-2016 curadora de la exposición “Si tiene dudas... pregunte, una exposición retrocolectiva de Mónica Mayer”. Museo Universitario de Arte Contemporáneo, UNAM, Inaugurada el pasado 6 de febrero de 2016.[10]
- 2007-2015 Comité de Adquisiciones.
- 2006-2010 Asesora académica del proyecto educativo.
- 2005-2012 Miembro del Consejo Académico, Dirección de Artes Visuales, UNAM.

### MUNAL
- 1994- 2010 Miembro del Consejo Académico y asesor académico para el guion museológico del arte mexicano del siglo XX.
- 2002-2003 Curadora de la exposición “Los sentidos de las cosas: El mundo de Kati y José Horna”, MUNAL, INBA. 05/02-06/03.
- 2001 Co-curadora de la exposición “Texturas, tonalidades y resonancias latinoamericanas: una lectura de la colección FEMSA”,1999-2000 Proyecto MUNAL 2000. Curadora de la reinstalación del guion permanente de arte del siglo XX y de la sala monotemática “El artista: creador de objetos, objeto de creación”. Asesora para el diseño de tres salas didácticas de orientación, MUNAL.
- 1996-1998 Coordinadora del seminario de investigación sobre el cuerpo en el arte mexicano y curadora de la exposición “El cuerpo aludido: Anatomías y construcciones. México siglo XVI-XX”, MUNAL.
- 1989-1992 Jefe de investigación, MUNAL.
- 1987-1989 Asesor para el guion museológico de la colección permanente, MUNAL.
- 1983-1984 Investigación para la exposición “Los años veinte”, MUNAL.

### Museo de Arte Moderno
- 2003 Co-curadora de la exposición “IX Salón Bancomer: Aparentemente sublime”, MAM.
- 2002 Asesoría museológica y participación en el Seminario de Museología, MAM.
- 2023 Co-curadora de la exposición "Poéticas Feministas, Ana Victoria Jiménez y Alicia D´Amico.

## Curadurías e investigaciones para otros espacios museísticos
- 2022-2023 - "[Re] Generando Narrativas e imaginarios" Museo Kaluz.[11][12][8]
- 2022 - "Autorretrato con consciencia. Mujeres, género y feminismo" en el Centro de la Imagen[9][13]
- 2013-2017 Co-curadora de la exposición “Another Promised Land: Anita Brenner's Mexico”. Skirball Cultural Center, Los Ángeles, septiembre de 2017-febrero 2018. Forma parte del programa de exposiciones Pacific Standard Time: LA/LA que coordina el Getty Research Institute.
- 2014 Exposición virtual para MUMA, Museo Virtual de Mujeres Artistas Mexicanas, “Rayando: dibujos de Mónica Mayer: un ensayo a tres voces (con Deborah Dorotinsky).
- 2013-2014 Curaduría exposición “Construyendo Tamayo 1922-1937” en el Museo Tamayo (agosto de 2013- febrero de 2014). Investigación y redacción del ensayo para catálogo y cedulario en español e inglés; desarrollo de material de difusión en español e inglés (folleto, texto para revista Rufino); planeación de actividades paralelas con el equipo educativo del museo; entrevistas para medios; recorrido curatorial para público general y varios recorridos curatoriales para invitados especiales.[14]
- 2014 Curadora de la exposición “Intermitencias: fotografías de Carlota Peón”. Museo Franz Mayer, México, D.F., mayo de 2014. Desarrollo de la curaduría, el guion museográfico y la cédula explicativa; asesoría del montaje.
- 2013 Exposición virtual para MUMA, Museo Virtual de Mujeres Artistas Mexicanas (www.museodemujeres.com), “Para participar en lo justo: recuperando la obra de Fanny Rabel” (co-curaduría con Dina Comisarenco y Ana Torres).
- 2012 Asesoría curatorial para Museo de Memoria y Tolerancia, México, D.F. Exposición “Nuestros cuerpos, nuestras vidas. Cuatro décadas por el derecho de decidir en México#.
- 2011 Exposición virtual para MUMA, Museo Virtual de Mujeres Artistas Mexicanas (www.museodemujeres.com), “Mujeres ¿y qué más?: reactivando el Archivo Ana Victoria Jiménez”.
- 2010 Exposición virtual para MUMA, Museo Virtual de Mujeres Artistas Mexicanas (www.museodemujeres.com), “Sin centenario ni bicentenario: revoluciones alternas”.
- 2010 Curaduría de la exposición “Afecto diverso: géneros en flujo”. Museo Universitario del Chopo, México, D.F., 19 mayo-29 de agosto de 2010.
- 2005-2006 Exposición virtual para MUMA, Museo Virtual de Mujeres Artistas Mexicanas. “Afecto diverso: géneros en flujo”.
- 2005-2006 Curadora de la exposición “Colección FEMSA: Una mirada continental”, Museo de Arte Contemporáneo de Monterrey (MARCO), Hispanic Arts cultural Center, Albuquerque, Nuevo México.
- 2005 Curadora de la exposición “Relación inversa: proyectos fotográficos de Fabiola Aguilar”, Escuela Nacional de Conservación, Restauración y Museología, INAH y Biblioteca Francisco Xavier Clavigero, UIA.
- 1995-1996 Asesora para la exposición “Orozco en los Estados Unidos”, Hood Art Gallery, Dartmouth College, New Hampshire, U.S.A.
- 1992 Curadora de la exposición “Homenaje Nacional a Carlos Mérida: Americanismo y abstracción”, Palacio de Bellas Artes y Museo de Monterrey.
- 1985 Investigación y preparación de textos para la exposición “Diego Rivera: una retrospectiva”, Detroit Institute of the Arts.
- 1984 Investigación y preparación del catálogo de la exposición “Abraham Ángel y su tiempo”, Museo Biblioteca Pape, Monclova, Coahuila; Museo de Bellas Artes, Toluca, Estado de México; Museo de San Carlos, México D.F.
- 1984 Curadora de la exposición “15 años y asociados”. Escuela Nacional de Artes Plásticas., México, D.F.
- 1981 Investigación para la exposición “Prints by Contemporary Sculptors”, Yale, University Art Gallery, New Haven.
- 1978-1979 Asistente en el Departamento de Educación, Metropolitan Museum of Art, New York.
- 1978-1979 Asistente de Curaduría. The Solomon R. Guggenheim Museum, New York.

## Participación en organizaciones profesionales
- Modern Language Association (MLA)
- Asociación Mexicana de Estudios de Estética (AMEST). De la cual fue vicepresidenta del 2007-2012
- College Art Association (CAA)
- Latin American Studies Association (LASA)
- Association of Latin American Art (ALAA)
- Comité Mexicano de Historia del Arte (CMHA)
- Asociación Mexicana de Profesionales de Museos (AMPROM)
- Internacional Council of Museums (ICOM)
- Southeastern College Art Conference (SECAC)

## Otras gestiones profesionales
En el año 2014 gestionó y cocoordino la estancia de la académica invitada Griselda Pollock, invitada por el Departamento de Arte de la Universidad Iberoamericana y por el Instituto de Investigaciones estéticas de la Facultad de Filosofía y Letras de la UNAM, que transcurrieron del 3 al 7 de noviembre de dicho año.
Coorganizó el Coloquio binacional “Miradas cruzadas/dual visions: pintoras chicanas y mexicanas”, Fideicomiso para la cultura, México; Fundación Ford, U.S.A. del 2000-2001.
Asesora para la adaptación para México del “Currículum para el pensamiento visual”, La Vaca Independiente. 1995
Miembro del Taller de Arte Feminista, Escuela Nacional de Artes Plásticas 1983-1984.

## Publicaciones
- 2023 - Co compiladora y autora del catálogo para la exposición "[Re] Generando Narrativas e imaginarios" en el Museo Kaluz[15]
- 2015 Co-compiladora con Johanna Ángel Reyes, Imaginarios de lo popular: acciones, reflexiones y re figuraciones. México, Universidad Iberoamericana, 2015.
- 2007 Co-compiladora con Inda Sáenz, Crítica feminista en la teoría e historia del arte. México: UIA, UNAM, FONCA, CURARE, 2007.[16]
- 2006 Co-compiladora con José Luis Barrios, Grafías en torno a la historia del arte del siglo XX, México, UIA, Departamento de Arte, 2006.

Capítulos en libros
2015
- “Escenarios en la obra de Gunther Gerzso, 1950-1961” en Carlos E. Palacios, ed. Razón de ser: obras emblemáticas de la colección Carrillo Gil. México, Museo de Arte Carrillo Gil, 2015, pp. 165-167.
- “Celda Contemporánea, 2012-2014” y “Entretejidos”, en Varios autores, Celda contemporánea. México, Universidad del Claustro de Sor Juana, 2015, pp. 13-14 y 157-158.

2014
- “Descentrando, recentrando. Brotes, nuevos arraigos y florecimientos oaxaqueños en el marco de la globalización, 2000-2013” y traducción “Decentering, Recentering: New Seedlings, Roots and Flowerings of Oaxacan Art in the Context of Globalization” en Diez artistas contemporáneos de Oaxaca. Oaxaca, Punto Cometa Ediciones Culturales, 2014, pp. 12-26.
- “¿Miradas múltiples, o un autorretrato simbólico?” en Inda Sáenz. Escenarios y otras series. México, Conaculta-INBA, 2014, pp. 54-56.
- “Relatos artísticos, construcción de realidades: crítica, historia e historiografía” en Cristina Ríos, coord., Reflexiones en torno al ser del arte. México, UIA, 2014.
- “Reliquias vitales: ejes para una lectura de la obra de Paula Santiago” en Magaly Hernández, coord., Paula Santiago: de lo efímero a lo corpóreo. México, Conaculta/INBA, 2014.

2013
- “Sleeping with Cats: A Memoir de Marge Piercy. La autobiografía como relato ficticio en el borde de los géneros”, en Gloria Prado y Manuel Barroso, coord., Reflejos, interstícios y texturas: Ensayos de teoría literária aplicada. México, Universidad Iberoamericana, 2013, pp. 107-115.
- “Kati y José Horna: resignificando lo cotidiano” en Dina Comisarenco Mirkin, coord. Codo a codo: parejas de artistas en México. México, Universidad Iberoamericana, 2013.
- “Relatos artísticos, construcción de realidades: crítica, historia e historiografía” en María Cristina de los Ríos, comp. Reflexiones en torno al ser del arte. México, Universidad Iberoamericana, 2013 .
- “La artista como escritora: los escritos de Fanny Rabel” en Dina Comisarenco, Karen Cordero Reiman y Ana Torres Arroyo, eds. Para participar en lo justo: recuperando la obra de Fanny Rabel. México, Offset y Serigrafía S. de R.L. de C.V., 2013, pp. 61-81.

2012
- “Epitafio: Ser o no ser Trolebús” en Ariadna Ramonetti, coord. Trolebús (2005-2009). México, dn3 editores, 2012, pp. 20-21.
- “Curaduría y universidad” en Francisco López Ruíz, ed. Museos y educación. México, Universidad Iberoamericana, 2012, pp. 187-1998.

2011
- “Jardín de Academus como dispositivo/Ruptura de jerarquías y creación del conocimiento” en Jardín de Academus: Laboratorios de arte y educación. México, UNAM, 2011, pp. 24-28.
- “Cortejando la posmodernidad, evocando el manierismo” en Rafael Coronel. Retrofutura. México, INBA/Editorial Talamontes, 2011, pp. 445-449.
- “Hans Belting en México” en Hans Belting, La imagen y sus historias: ensayos. México, Universidad Iberoamericana, 2011, pp. 21-25.
- 2010 “Paisaje”, en el libro: Hugo Hiriart, ed. México 200 años, 80 voces. México, Editorial Jus, 2010.

2010
- “María José de la Macorra: de nubes y agua/torres de lluvia”, en: María José de la Macorra: de nubes y agua/torres de lluvia, México: edición de la artista, 2009, pp. 1-12.
- “Addendum: The MuAC and Its Initial Encounter with Its Publics” en Hans Belting y Andrea Buddensieg, eds. The Global Art World: Audiences, Markets, Museums. Ostfildern, Hatje Cantz, 2009, pp. 358-367
- 2008
- “Cada quien su Frida”, en: Edla Eggert (ed.). Por una ética estética da diversidad machucada: relecturas de Frida Kahlo en la teología latino americana, Sao Paulo, EDIUNISC, Editorial de la Universidad de Santa Cruz do Sul, 2008.

2007
- “Cuerpos desdoblados, dicotomías invertidas”, en: Cuerpos desdoblados: Héctor Velázquez. México: Terreno Baldío Arte, 2007, pp. 6-23.
- “A Museum or a Center for Mexican Contemporaneity?”, en: Peter Weibel y Andrea Buddensieg (eds). Beyond Euramerica. Contemporary Art in the Museum. A Global Perspective, Ostfildern (Alemania): Hatje Cantz Verlag, 2007, pp. 80-93.

2005
- Coautora con Jaime Moreno Villareal, Inda Sáenz. Maestras, discípulas y Alegorías, México, UNAM e Inmujeres, 2005.

2004
- “La invención de las neoidentidades mexicanas”, en: Hacia otra historia del arte mexicano (Disolvencias 1960 – 2000), volumen 4, México: CNCA/ Curare, 2004, pp. 61-78.
- “Lecturas del arte mexicano del siglo XX”, en: Mirar desde Monterrey. Arte mexicano y latinoamericano en la colección FEMSA 1997-2003, Monterrey: FEMSA, 2004, pp. 33-50.
- “La artista como escritora: los escritos de Fanny Rabel” en Dina Comisarenco, Karen Cordero Reiman y Ana Torres Arroyo, eds. Para participar en lo justo: recuperando la obra de Fanny Rabel. México, Offset y Serigrafía S. de R.L. de C.V., 2013, pp. 61-81.
- “Al grano: xilografías y grabados al linóleo de Rufino Tamayo 1925-1935”, en: Rufino Tamayo: Catalogue Raisonné. Gráfica 1925-1991, México: Fundación Olga y Rufino Tamayo, CONACULTA, INBA, Turner, 2004.

2003
- “Passages of Paper and Cardboard: Between the Ephemeral and the Eternal”, en: De carton(es): el cartón y el papel en el arte popular mexicano, México: Smurfit, 2003.
- “La invención del arte popular y la construcción de la cultura visual moderna en México”, en: Hacia otra historia del arte mexicano, volumen 3, México: CNCA/Curare, 2003.

2001
- “Lecturas de forma, formas de lectura: las aportaciones teóricas de George Kubler y el estudio del arte en México”, en: Rita Eder (ed). El arte en México: autores, temas, problemas. México: CNCA/FCE, 2001.
- “Corporeal Identities in Mexican Art: Modern and Posmodern Strategies”, en: Carl Good y John Waldron (eds). The Effects of the Nation: Mexican Art in an Age of Globalization, Philadelphia: Temple University Press, 2001.

2000
- “Cloaks of Innocence and Ideology: Constructing a Modern Mexican Art 1920-1929”, en: Tina Modotti and the Mexican Renaissance, París: Jean Michel Place, 2000.

1995
- “¿Desenmascarando el mito?: Notas para una lectura del Diario de Frida Kahlo”, texto analítico para la edición de Frida Kahlo: Diario. Autorretrato íntimo, México: La Vaca Independiente, 1995.

1994
- “Retablos, exvotos y pintura religiosa popular del siglo XIX: el coleccionismo en los Estados Unidos”, en: México en el mundo de las colecciones de arte, México: Azabache, 1994. También escribió comentarios sobre obras específicas de los siglos XIX y XX en la misma obra.

1991
- “La cerámica de Tonalá en la colección ‘Roberto Montenegro’ de arte popular: un enfoque contextual”, en: Tonalá; Sol de Barro, México: Fomento Cultural Cremi, 1991.

1990
- “Pintura y escultura en México, 1920-1950”, en: Museo Nacional de Arte, México: Amigos del Museo Nacional de Arte, 1990. 1988 “Del mercado al museo: la valoración estética del arte popular, 1910- 1950”, en: Salas de Colección Permanente del Museo Nacional de Arte, México, 1988.

## Ensayos en catálogos de exposiciones
2015 “Gritos, susurros y guiños: feminismo y política en la obra de Teresa Serrano” en Bertha Sichel, ed. Teresa Serrano. Puebla, Museo Amparo, 2015.
2013 “Construyendo Tamayo, 1922-1937/Constructing Tamayo, 1922-1937” en el libro-catálogo de la exposición Construyendo Tamayo, 1922-1937. México, Museo Rufino Tamayo/Conaculta/INBA/Fundación Olga y Rufino Tamayo, 2013, pp. 13-76. “La Bienal Monterrey FEMSA y el coleccionismo y promoción del arte contemporáneo” en X Bienal Monterrey FEMSA, Monterrey, Museo de Arte Contemporáneo de Monterrey, 2013.
2012 
- “Los alumnos de Lola Álvarez Bravo” y “Cambios de título en las obras de Lola Álvarez Bravo” en Lola Álvarez Bravo. La fotografía de una época. México, Museo-Estudio Diego Rivera, 2012. Versión en inglés para Museum of Latin American Art (MOLAA), Long Beach, California, Lola Álvarez Bravo. The Photographs of an Era., pp. 119, 130-134.
- “Tejidos emergentes de Mariana Gullco” en catálogo de la exposición Téjidos emergentes. Mariana Gullco. Oaxaca, Museo de Arte Textil, 2012.
- “Mujeres nacidas de mujer: esculturas en tela de Miriam Medrez” en Miriam Medrez: Zurciendo y Lo que los ojos no alcanzan a ver. Monterrey, Consejo para la Cultura y las Artes de Nuevo León, 2012, pp. 9-23.
- “Patrones y figurines de Victor Mora”, texto para Casa de la Ciencia de Cuernavaca, el Museo de la Estampa de Toluca y la Galería Universitaria de Xalapa, agosto de 2012.
- “El legado de Débora Arango: arte, género y política en Crisisss” en Gerardo Mosquera, coord., Crisisss. América Latina: arte y confrontación 1910- 2010. México, Museo del Palacio de Bellas Artes, 2012, pp. 365-377.
- “Afecto diverso. Géneros en flujo” en el catálogo de las exposición es del ciclo Apertura. México, Museo Universitario del Chopo-UNAM, 2012.
- “Guardapelo de Abel Zavala”. Texto para exposición en el Museo de Antropología de Xalapa, Veracruz, noviembre de 2012.

2011 “Modern Mexican Art: Visions and Revisions” en el catálogo Modern Mexican Art in the Andrés Blaisten Collection. México, Editorial RM, 2011, pp. 20-27.
2010
- “Marina Abramovic: videoinstalaciones” en Marina Abramovic: videoinstalaciones, México, Laboratorio Arte Alameda/Fundación Mondrian,
- “Construcciones y desplazamientos: figuraciones de lo rural en el arte mexicano”, en el catálogo de la exposición Paraíso recobrado. Escenarios de lo rural en el arte mexicano. México, Museo Nacional de Arte, 2010.
- “Afecto diverso: géneros en flujo” en el catálogo Aperturas: Museo Universitario del Chopo. México, Museo Universitario del Chopo-UNAM, 2010, pp. 86-155.
- “La invención del ‘arte popular’: una estrategia para la construcción del arte mexicano moderno” (versiones en español y en inglés), en el catálogo de la exposición Facturas y manufacturas de la identidad: las artes populares en la modernidad mexicana, México, Museo de Arte Moderno, 2010, pp. 73-95 y versión en inglés pp. 252-260.
- “Deslizamientos: una introducción” en el catálogo Sujeto a cambio: una reflexión sobre la construcción perceptual y afectiva de la cotidianeidad contemporánea. México, Universidad Iberoamericana, 2010, pp. 5-7. ISBN 978-607-417-101-3.

2009 “Introducción: El otro lado del bicentenario” en el catálogo de la exposición Sin centenario ni bicentenario. Revoluciones alternas. México, Universidad Iberoamericana, 2009, pp. 8-11.
2008 
- “Gesto y materia, dominio y soltura”, en el catálogo de la exposición Dibujos mexicanos. Colección del Museo Nacional de Arte. México, Museo Nacional de Arte, 2008.
- “Un recorrido por la exposición El amor hasta la locura”, en: El amor hasta la locura: arrebatos eróticos y místicos. Colección Museo Soumaya, Museo Soumaya, México, 2008, pp.135-142.

2007 
- “Mi vestido cuelga aquí”, en el catálogo de la exposición Frida Kahlo, Museo del Palacio de Bellas Artes, junio de 2007.
- “Juárez: refiguraciones plásticas contemporáneas de su imagen y herencia histórico- política”, en el catálogo de la exposición Juárez. Variaciones de una imagen, México, Recinto Benito Juárez de la Secretaría de Hacienda y Crédito Público, 2007.
- “Examen de conciencia: Católica Industry de Valerio Gámez”, en el catálogo de la exposición Valerio Gámez: Católica Industry, Querétaro, Instituto Queretano de la Cultura y las Artes, 2007.
- “Límites y alcances de la pintura: Reflexiones a partir de la XIII Bienal de Pintura Rufino Tamayo”, en el catálogo de la XIII Bienal de Pintura Rufino Tamayo, México, Museo Rufino Tamayo, 2007.
- “Appropriation, Invention, and Irony: Tamayo’s Early Period, 1920-1937”, en el catálogo de la exposición Tamayo: A Modern Icon Reinterpreted, Santa Barbara Museum of Art, 2007, p. 165-187.

2005 
- “Desmitificando la musa: la mujer como signo en la obra de Rodolfo Morales”, en: Rodolfo Morales: maestro de los sueños, Monterrey, Museo de Arte Contemporáneo de Monterrey, CEMEX y Lunwerg Editores, 2005, pp. 53-62.
- Coautora con Xavier Moyssén Lechuga, Colección FEMSA: una mirada continental, Monterrey, Museo de Arte Contemporáneo de Monterrey, 2005.

2004 “Introducción”, en: Re(gener)ando: Construcciones y borramientos, México: UIA, Inmujeres, Fundación Televisa, Fundación Bancomer, 2004.
2003 
- “Destellos refractados”, en: IX Salón Bancomer: Aparentemente sublime, México: Fundación BBVA Bancomer, Museo de Arte Moderno, INBA, 2003.
- “De corporis fabrica: Adriana Calatayud, Gerardo Suter et Carmen Mariscal”, en: De corporis fabrica: Adriana Calatayud, Gerardo Suter et Carmen Mariscal, París, Instituto de México en París, 2003.

2002 “Prometheus unraveled: Readings of and from the body. Orozco’s Pomona College Mural”, en: José Clemente Orozco in the United States, Hanover, Dartmouth College, W.W. Norton,
2002. “Lecciones de lógica, a partir de la serie ‘Satori’ de Magali Lara”, en el catálogo de la exposición Magali Lara: Satori, México, Galería Nina Menocal, 2002.
2001 “Divergencias, modalidades e indagaciones: ensayos para una lectura de la Colección FEMSA”, en Texturas, tonalidades y resonancias latinoamericanas: una relectura de la Colección FEMSA, México, Museo Nacional de Arte, 2001. 1999 “Ver/Leer/Ser: libro/ciudad/cuerpo”, en el catálogo de la exposición Gerardo Suter: Circulaciones, Puebla, Museo Amparo, 1999.
Cuatro ensayos en el catálogo de la exposición El cuerpo aludido: anatomías y construcciones. México siglo XVI-XX, México, Museo Nacional de Arte, 1998. Poner títulos de ensayos
1998 “Palabras para ‘La novia puesta en el abismo’ de Carmen Mariscal”, en: Carmen Mariscal: La ilusión en vértigo. México, Galería de la Secretaría de Hacienda y Crédito Público, 1998.
1997 “El espacio como protagonista en la obra de Marisa Boullosa”, en el catálogo de la exposición de María Boullosa, Tallerías, México D.F., 1997.
“Betsabeé en el país de las maravillas”, en el catálogo de la exposición de Betsabeé Romero en la Galería Ramis Barquet, Monterrey, Nuevo León, 1997.
1994 “Miradas femeninas”, en el catálogo de la exposición Miradas femeninas, Galería de Arte Mexicano , Instituto Cultural de Aguascalientes, 1994.
1993 “Naturalezas: las obras de cuatro artistas contemporáneas en México”, en el catálogo de la exposición Naturalezas, Galería Metropolitana, 1993.
“Constructing a Modern Mexican Art 1910 – 1940”, en: South of the Border: Mexico and the American Imagination, Washington D. C., Smithsonian Institution Press, 1993.
1992 “Introducción”, en el catálogo de la exposición Homenaje Nacional a Carlos Mérida: Americanismo y abstracción, México, Palacio de Bellas Artes y Monterrey, Museo de Monterrey, 1992.
“Alfredo Ramos Martínez: ‘Un pintor de mujeres y de flores’ ante el ámbito estético posrevolucionario,1920-1929”, en el catálogo de la exposición Alfredo Ramos Martínez (1871-1946) una visión retrospectiva, México, Museo Nacional de Arte, 1992.
1991 Coautor con Luis Martin Lozano. “La fotografía prerrafaelista”, en: La fotografía prerrafaelista, México, D.F., El Consejo Británico, 1991.
“Ensueños artísticos; estrategias plásticas para configurar la modernidad en México, 1920- 1930”, en: Modernidad y modernización en las artes plásticas en México, 1920-1960, México, Museo Nacional de Arte, 1991.
1989 “Introducción”, en el catálogo de la exposición Tolsá, Ximeno y Fabregat, México, Museo Nacional de Arte, 1989.
Coautor con Pilar García. Un lápiz de luz; William Henry Fox Talbot (1800-1877), México, CONACULTA, 1989.
1985 “Para devolver su inocencia a la nación. Apuntes sobre el origen y el desarrollo del Método Best Maugard”, en: Abraham Ángel y su tiempo, Monclova, Museo Biblioteca Pape; Toluca, Museo de Bellas Artes; México, D.F., Museo de San Carlos, 1985.